# Читаоница у Лозници
Читаоница у Лозници је основана 20. августа 1868. године у Лозници, под називом Друштво Подринске слоге. Оснивач Читаонице је дружина (друштво) Подринска слога. Циљ друштва је био да ради на културно просветном и привредном пољу не само у Лозници него и у целом Подрињу. Ова читаоница је испуњавала све обавезе и одговарала на расписе министарства као и друге грађанске читаонице.

## Историјат
Читаоница у Лозници није била самостална, већ је радила као део дружине Подринска слога. Дружина се састојала од 143 чланова који су истовремено били и чланови читаонице. Била је једна од најјачих дружина у предратној Србији. Вук Караџић је друштву за живота поклонио своје књиге за читаоницу. Новац од чланарине за Дружину коришћен је за набавку књига и периодике за читаоницу.

## Периодика
Године 1874. у читаоницу је стигло 24 домаћа наслова периодике и два инострана.

### Домаћи часописи
- Будућност
- Београдске новине
- Глас народа
- Глас Црногорца
- Граничар
- Жижа
- Застава
- Исток
- Јавност
- Јавор
- Ново доба
- Панчевац
- Позориште
- Преодница
- Рад
- Србија
- Србске новине
- Сион
- Тежак
- Учитељ
- Школа и Smisle

### Страни часописи
- Кореспонденција (бугарски часопис)
- Leipziger Illustrierte Zeitung (немачки часопис)

## Касније године
Године 1880. читаоница је имала редовне чланове који су давали новац за одржавање читаонице али пошто су трошкови читаонице били већи од прихода Дружина је дотирала остатак новца. У читаоници је било 485 књига, 30 слика и 7 мапа. После смрти Вука Караџића а на предлог професора цртања Андре Стошића, из поштовања према Вуку 1892. године назив друштва промењен је у Караџић.

## Читаоница данас
Читаоница у Лозници као део друштва „Подрињска слога“, уништена је за време Првог светског рата.
Данас, традицију читалаштва у Лозници баштини Библиотека Вуковог завичаја, која се налази се у улици Светог Саве.